# Johnson-doktrína

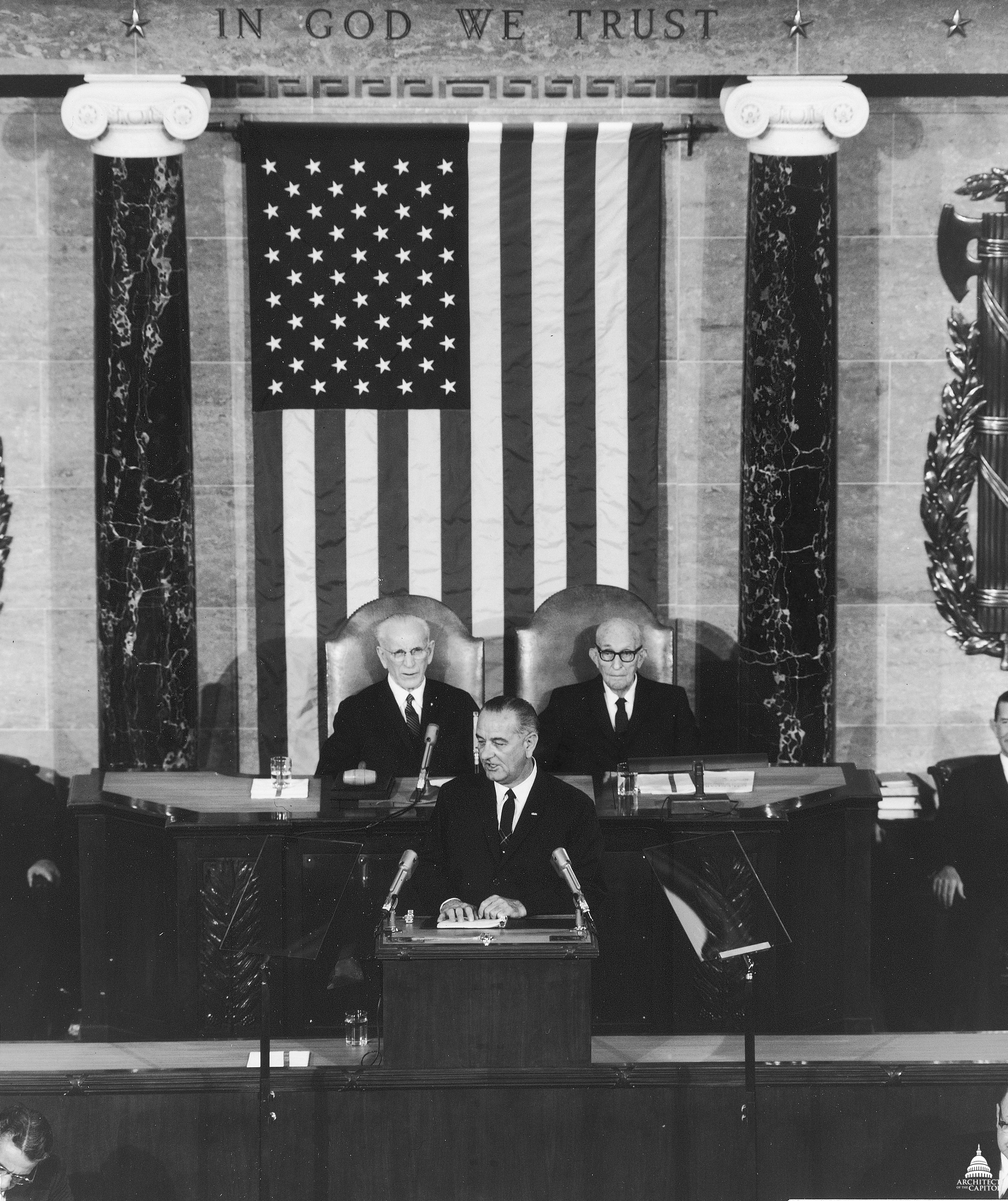
Johnson 1965-ben

A Johnson-doktrína az Amerikai Egyesült Államok Lyndon B. Johnson elnök által meghirdetett külpolitikai alapelve volt a hidegháború idején, mely szerint az USA és az amerikai kontinens más államai nem engedhetik meg, hogy a nyugati félteke bármely országában kommunista kormány jöjjön létre.
Johnson elnök 1965. május 2-án intézett rádiós és televíziós beszédet az USA polgáraihoz a Dominikai Köztársaságban folyó, április 28-án kezdődött amerikai katonai invázió állásáról. Ebben így fogalmazott:
Amerika nemzetei nem engedhetik meg, nem szabad megengedniük, s nem fogják megengedni egy újabb kommunista kormányzat megalakítását a nyugati féltekén. Ez volt az amerikai nemzetek egyöntetű véleménye 1962 januárjában, amikor kijelentették, idézem: »A kommunizmus elvei összeegyeztethetetlenek az Amerika-közi Rendszerrel.«
Johnson az amerikai külügyminiszterek január 22–31. között, az uruguay-i Punta del Este városában tartott találkozójának határozatát idézte. Az Amerika-közi Rendszer az Amerikai Államok Szövetsége (OAS), az Amerika-közi Fejlesztési Bank és más szervezetek együttműködésének elnevezése.
Beszédjében Johnson hivatkozott John F. Kennedy elnök egy kijelentésére is: „Minden irányításunk alá tartozó erőforrást fel kell használnunk ezen a féltekén, hogy megelőzzük egy másik Kuba létrehozását.”